# 我们的新时代
《我們的新時代》（英語：New Generation）是一部2021年中国大陆电视剧，也是庆祝中国共产党成立100周年的重點劇目，分為《美麗的你》、《騰飛》、《排爆精英》、《幸福的處方》、《因為有家》、《緊急營救》六個單元，以真實人物原型為基礎，講述中国共产党基层青年党员在不同崗位上努力奮鬥的故事。 入榜第32屆華鼎獎中國電視劇滿意度調查百強榜單。

## 劇情簡介
该剧讲述了来自不同行业的年轻党员的奉献与牺牲，从解难题的社区志愿者到奉命单干的拆弹精英，从硝烟弥漫的社区杂务到事关民族尊严的航空事业，从繁华的城市到美丽的乡村。每一个细节都体现了新时代中国特色社会主义的伟大风采，展现了中国共产党人永葆青春、锐意进取的精神风貌，为建党100周年献上了一首充满活力的《青春之歌》。

## 演員表

### 美麗的你（1-8集）
- 導演：刘海波
- 以北京朝阳区社区志愿者为原型[11][12]。

| 演員   | 角色   | 简介                         |
| 刘敏涛 | 何芬芳 | 居委会人民调解员、社区志愿者 |
| 王晓晨 | 白菁   | 职场白领、社区志愿者         |
| 高露   | 文靜   |                              |
| 李庚希 | 何妙云 |                              |
| 田小洁 | 海洋   |                              |
| 郝平   | 吕书记 |                              |

### 騰飛（9-16集）
- 導演：徐紀周
- 以中国国产支线飞机制造为背景[13][14][15]。

| 演員   | 角色   | 简介                                     |
| 李雪健 | 赵旭东 | 钣金工                                   |
| 王珞丹 | 刘梦鸢 | 钣金工学徒，赵旭东徒弟，后成为总装组组长 |
| 袁文康 | 庞一冰 | 飞行员                                   |
| 沙景昌 | 丁少良 |                                          |

### 排爆精英（17-24集）
- 导演：張挺
- 以边境排爆兵为背景。[16][17]

| 演員   | 角色       | 简介             |
| 窦骁   | 刘夕石     | 排爆兵           |
| 奚美娟 | 刘夕石母亲 | 工程兵烈士的遗孀 |
| 邓家佳 | 白雁       | 刘夕石女友       |
| 周放   | 刘娣       |                  |

### 幸福的處方（25-32集）
- 導演：吕赢、库尔班江
- 讲述90后大学生离开城市，扎根贵州乡村的故事[18][19][20][21][22]。

| 演員   | 角色   | 简介                   |
| 吴倩   | 柳石兰 | 高要村村医             |
| 萨日娜 | 杨慧妮 | 柳石兰母亲、高要村村医 |
| 张云龙 | 海阳   | 大学生村官             |
| 孙坚   | 张振宁 |                        |
| 喻恩泰 | 柳父   |                        |

### 因為有家（33-40集）
- 導演：呂行
- 讲述了浙江大学生村官带领村民运用电商发展家乡、振兴乡村的故事[23][24][25][26][27]。

| 演員   | 角色       | 简介             |
| 譚松韻 | 黄思齐     | 云川村大学生村官 |
| 白敬亭 | 庄小栋     | 过气网红         |
| 苇青   | 庄小栋奶奶 |                  |
| 范世琦 | 黄图南     |                  |
| 王媛可 | 顾培风     |                  |
| 周澄奥 | 孙海天     |                  |

### 緊急營救（41-48集）
- 導演：五百
- 以民间救援团体为原型。[28]

| 演員     | 角色   | 简介               |
| 佟大为   | 曹冲   | 蓝鲸救援队队员     |
| 陈赫     | 赵小飞 | 蓝鲸救援队队员     |
| 俞灏明   | 刘风   | 蓝鲸救援队队长     |
| 王紫璇   | 木木   | 蓝鲸救援队医疗主力 |
| 淳于珊珊 | 王成国 | 蓝鲸救援队队员     |

## 電視原聲帶
| 曲序 | 曲目                                     |        | 作曲   | 编曲   | 演唱   |
| ---- | ---------------------------------------- | ------ | ------ | ------ | ------ |
| 1.   | 如夢所期（片尾曲）                       | 周潔穎 | 胡小鷗 | 楊宇瀟 | 毛不易 |
| 2.   | 逆行的光（《緊急營救》單元主題曲）       | 周潔穎 | 胡小鷗 | 楊宇瀟 | 多亮   |
| 3.   | 平凡的你（《美麗的你》單元主題曲）       | 周潔穎 | 胡小鷗 | 楊宇瀟 | 金玟岐 |
| 4.   | 幸福（《幸福的處方》單元主題曲）         | 張贏   | 羅錕   | 羅錕   | 景馨妍 |
| 5.   | 左手右手（《騰飛》單元主題曲）           | 陳曦   | 董冬冬 | 薛峰   | 王錚亮 |
| 6.   | 把青山還給青山（《排爆精英》單元主題曲） | 陳曦   | 董冬冬 | 閆天午 | 張磊   |
| 7.   | 生而逢時（《因為有家》單元主題曲）       | 周潔穎 | 胡小鷗 | 楊宇瀟 | 王晰   |

## 獎項
| 年份 | 頒獎典禮   | 獎項                         | 评论         | 結果 | 参考資料 |
| ---- | ---------- | ---------------------------- | ------------ | ---- | -------- |
| 2021 | 32屆華鼎獎 | 中國電視劇滿意度調查百強榜單 | 我們的新時代 | 待定 | [ 29 ]   |